# 땅콩밀크
땅콩밀크(영어: peanut milk 피넛 밀크[*])는 땅콩으로 만든 식물성 밀크이다.

## 같이 보기
- 아몬드밀크